# Blackout (Britney Spears-album)
A Blackout Britney Spears amerikai énekesnő ötödik albuma, mely 2007. október 26-án jelent meg a Jive Records gondozásában, négy évvel In the Zone című előző lemezének kiadása után. Spears 2003 novemberében kezdett dalokat írni a lemezre, amikor egy akusztikusabb hangzással kísérletezett. Házasságát (Kevin Federline-l) és fiának születését követően 2006-ban kezdte felvenni a dalokat J. R. Rotem, Danja és Kara DioGuardi producerekkel. Második fiának születése és válása ugyanebben az évben történt, közben olyan producerek, mint The Clutch és Bloodshy & Avant mellett dolgozott. 2007 májusában elkezdte a The M+M’s Tour-t.
A felvételi munkák az Egyesült Államok több pontján zajlottak, köztük Spears otthonában. Néhány producer azt állította, magánéleti problémái ellenére elégedett volt Britney professzionális munkájával. Spears egy vidám, táncos albumot szándékozott készíteni tempós felvételekkel. A Blackout elektropop és dance stílusra épül leginkább, de funk, Euro disco és dubstep is felfedezhető a számokban. A dalok témái közé a hírnév, szex, szerelem és tánc sorolható.
A Blackout kiadását 2007. november 13-ra tervezték, viszont október 30-ra hozták vissza, mivel az album dalainak többsége kiszivárgott. A Zomba Label Group Perez Hilton-t okolta, aki blogján tíz dalt tett közzé. A lemez a kritikusok többségétől pozitív visszajelzéseket kapott. Sokan úgy vélték, ez eddigi legjobb albuma, de mások szerint a minősége inkább a producerek munkája. Az album a Billboard 200 első helyén volt várható, viszont egy váratlan szabálybeli változás miatt csak második helyről indult. Az ír, kanadai kislemezlistán, illetve a European Top 100 Albums listán sikeresen elérte az első pozíciót. A lemez továbbá top 10-es lett 13 országban. 2008 végére az albumból több mint 3 millió példány kelt el világszerte.
Három kislemez jelent meg a lemezről. A Gimme More harmadik lett a Billboard Hot 100-on, és top 5-ös lett további 14 országban. A Piece of Me top 10-es lett 12 országban. Korábbi lemezeivel ellentétben Spears nem promotálta az albumot. Mindössze a Gimme More-t adta elő a 2007-es MTV Video Music Awards-on, viszont a kritikusoktól is negatív visszajelzéseket kapott. 2020-ban Minden idők 500 legjobb albuma listán 441. helyen szerepelt.

## Albumtörténet
Az album eredetileg november 13-án jelent volna meg, de a Jive kiadó előrehozta a kiadást október 30-ára, mert a megjelenés előtti hetekben számos demó és teljes szám kiszivárgott az internetre. A Zomba Label Group beperelte Perez Hilton bloggert, mert legalább tíz befejezetlen vagy teljes dalt felrakott a honlapjára.
Több munkacímet is megerősítettek (Fears Within, Rebellion, Pieces of Me) korábban, de egyikük sem lett a végleges. Október 5-én Britney hivatalos oldalára egy üzenetet raktak ki, melyben megerősítették az új album címét: Blackout.
Október 23-án az egész albumot meg lehetett hallgatni az MTV.com, a VH1.com, és a LOGOonline.com oldalakon.
Október 30-án, miután Amerikában megjelent az album, az egyik egyház kifogásolta, hogy a borító egyik képén az énekesnő egy fiatal pap ölében ül nyakában aranykereszttel, és csábítóan néz a férfire. Bill Donohue, a New York-i székhelyű katolikus liga vezetője felemelte a hangját a kép ellen.
November 13-án megjelent a Blackout bónuszdalos változata is.
2008 októberében megjelent az album Collector’s Edition változata is négy bónuszszámmal, remixekkel és egy bónusz DVD-vel.

### Albumcím
A britneyspears.com-on megjelent négy lehetséges cím a nyár folyamán, de végül nem ezek közül választottak. Szeptemberben a People magazin meghallgatott néhány számot Britney új lemezéről, és kitaláltak egy munkacímet is hozzá, ez volt a Piece of Me. Ezt a Jive nem erősítette meg később, de több online üzletben ezzel a címmel jelent meg, míg a Jive Britney Spears hivatalos oldalán be nem jelentette, hogy Blackout lesz az album címe. A Jive egyik embere szerint azért ez lett a cím, mert az album a sötétség és a kiábrándulás hangjegyeit mutatja be.

## Promóció
Ez az első olyan albuma Britney Spearsnek, amit az énekesnő nem reklámozott, kivéve a 2007. szeptember 9-én megrendezett MTV Video Music Awardson, de ez a fellépése nagyon rossz kritikákat kapott. A Jive Records a megjelenés előtt közzétett egy promóciós reklámot a YouTube honlapján, ezeket a klipeket a tévék is játszották világszerte. Ellen DeGeneres showjában a "Toy Soldier" című dal lejátszásra került, majd táncolni kezdett rá, ezt követően jelentette be, hogy Britney új albuma megjelent, az énekesnő nem vett részt a műsorban.

## Kritikák
Megoszlanak a vélemények a lemezről. A kritikusok közül néhányan kiemelik azt, hogy ez „Britney legjobban sikerült albuma”, de sokan azt mondják, hogy nem tudják eldönteni, most ez Spears munkája-e, dolgozott vele egyáltalán, vagy csak bement a stúdióba felénekelni a dalokat. Ám akkor is új albuma Európában az 1. helyen, az USA-ban a 2. helyen nyitott az albumeladási listán. 83 millió eladott lemez, hét #1 nemzetközi sláger és számtalan nemzetközi zenei díj után minden idők egyik legsikeresebb popénekesnője, Britney Spears elkészítette ötödik stúdiólemezét, amelynek zenei anyagát hatalmas érdeklődés övezi mind a szakmában, mind a rajongók körében. A Gimme More című slágerrel indított új album Európában #1 pozícióban startolt a listákon, míg Amerikában a #2 helyen nyitott az albumlistán.

## Dallista
| #   | Cím | Hossz |
| --- | --- | ----- |
| 1.  | Gimme More Írta: N. Hills, J. Washington, K. Hilson, M. Araica Producer: Danja                                          | 4:11  |
| 2.  | Piece of Me Írta: C. Karlsson, P. Winnberg, K. Åhlund Producerek: Bloodshy & Avant                                      | 3:32  |
| 3.  | Radar Írta: C. Karlsson, P. Winnberg, H. Jonback, B. Muhammed, C. Nelson, E. Lewis, J. Que Producerek: Bloodshy & Avant | 3:49  |
| 4.  | Break the Ice Írta: N. Hills, J. Washington, K. Hilson, M. Araica Producer: Danja                                       | 3:16  |
| 5.  | Heaven on Earth Írta: M. McGroarty, N. Huntington, N. Morier Producerek: Freescha & Kara Dioguardi                      | 4:52  |
| 6.  | Get Naked (I Got A Plan) Írta: C. Ellis, N. Hills, M. Araica Producer: Danja                                            | 4:52  |
| 7.  | Freakshow Írta: C. Karlsson, P. Winnberg, H. Jonback, E. Lewis, J. Que, B. Spears Producerek: Bloodshy & Avant          | 2:55  |
| 8.  | Toy Soldier Írta: C. Karlsson, P. Winnberg, H. Wallbert, S. Garrett Producerek: Bloodshy & Avant                        | 3:21  |
| 9.  | Hot as Ice Írta: T-Pain, N. Hills, M. Araica Producer: Danja                                                            | 3:16  |
| 10. | Ooh Ooh Baby Írta: K. Dioguardi, F. Nassar, E. Coomes, B. Spears Producerek: "Fredwreck" Farid Nassar, Kara Dioguardi   | 3:28  |
| 11. | Perfect Lover Írta: N. Hills, J. Washington, K. Hilson, M. Araica Producer: Danja                                       | 3:02  |
| 12. | Why Should I Be Sad Írta: P. Williams Producerek: The Neptunes                                                          | 3:10  |

### Bónuszdalok
| #   | Cím                                                 | Írta                                 | Producer   | Hossz |
| --- | --------------------------------------------------- | ------------------------------------ | ---------- | ----- |
| 13. | Outta This World (U.S. Target and Japán)            | Hills, Washington, Hilson, Araica    | Danja      | 3:44  |
| 14. | Everybody (iTunes és Japán)                         | Spears, Annie Lennox, Jonathan Rotem | J.R. Rotem | 3:18  |
| 15. | Get Back (iTunes és Japán)                          | Hills, Araica, Ellis                 | Danja      | 3:51  |
| 16. | Gimme More (Paul Oakenfold Remix) (Japan kiadás)    | Araica, Hills, Hilson, Washington    | Danja      | 6:08  |
| 17. | Gimme More (Junkie XL Dub) (iTunes International)   | Araica, Hills, Hilson, Washington    | Danja      | 4:59  |
| 18. | Gimme More (StoneBridge Dub) (Svéd és olasz iTunes) | Araica, Hills, Hilson, Washington    | Danja      | 7:23  |

## Kislemezek
- A Gimme More lett az első kislemez az albumról. Ezzel a számmal nyitott Britney a 2007-es MTV Video Music Awardson. A rádiók augusztus 30. óta játsszák a felvételt, digitális letöltés formájában pedig szeptember 25. óta tölthető le az iTunes-ról. Ez az énekesnő második legsikeresebb száma a Baby One More Time óta, hiszen a 3. helyet érte el a Billboard Hot 100-on.[7]
- A Piece of Me volt a második kislemez dal az albumról. A rádiók november 27-étől kezdték el játszani. A videóklipet 2007. november 27-én a Los Angeles-i Social Hollywood szórakozóhelyen forgatták. A dal az amerikai Billboard Hot 100-on a 65. helyen debütált, majd a videóklip megjelenésével a 18. helyig jutott. Az iTunes-on az 5., a kanadai iTunes-on pedig a 13. lett.
- A harmadik kislemeznek a Break the Ice-t választották, ehhez egy animációs videóklip készült. A listákon is elkezdett feljebb lépni, a Billboard Hot 100-en a 100. helyen debütált, és a 43. helyig menetelt. A Pop 100-on pedig a 20. helyet szerezte meg. A kislemez március 3-án jelent meg Amerikában.

### Információk
| Borító | Információ |
| ------ | --- |
|        | Gimme More - Megjelent: 2007. október 22. 2007. október 29. - Pozíciók: #3 (USA Billboard Hot 100), #3 (Brit kislemezlista), #1 (Kanada Hot 100) |
|        | Piece Of Me - Megjelent: 2008. január 14. - Pozíciók: #18 (Amerika Billboard Hot 100), #2 (Brit kislemezlista), #5 (Kanada Hot 100)              |

## Eladások

### Kezdő eladások
Az album, vegyes kritikái ellenére, jó első napi eladást produkált az USA-ban. Nyolc nagy lemezbolt tett jelentést, hogy első nap mennyi fogyott náluk a Blackoutból. Az Egyesült Államokban a megjelenés napján már több mint 124 000 darabot. A Billboard.com úgy becsülte, 330 000-350 000 között lesznek az eladási adatok első héten. A Blackout 21 országban lett első az iTunes-on, és Ausztráliában már az első héten aranylemez lett, mert jóval meghaladta a 9987 darabos eladást. Brazíliában első héten 10 000 db-ot adtak el belőle. A brazil Sony BMG-nél az év legjobb első heti eladása címet is megszerezte. Ebben az országban ilyen magas számok ritkán fordulnak elő, mivel nagyon drágák a CD-k. Amíg számlálták az adatokat, mindvégig első helyen állt a Blackout az USA Billboardon, de végül csak a második helyet szerezte meg, aminek egyik oka lehet, hogy az albumot csak novemberben kezdték el reklámozni. Az Eagles, ami az első helyre került, 711 000 eladott darabbal nyitott. (Az előző, In the Zone című albumból több mint 600 000-at adtak el első héten. Sokak szerint ez teljesen normális eladási adat az első héten, mivel ma már alig vesznek albumokat, szinte mindenki letölti, és két héttel a megjelenés előtt már a neten volt szinte az összes szám az albumról.

### Középeladások
Az albumból több mint 1 000 000 példány fogyott eddig az USA-ban. A nemzetközi egyesített slágerlista közlése szerint eddig több mint négymillió példányban kelt el világszerte, ami más előadótól nagy teljesítmény lenne, de Britney korábbi eladási adataihoz képest kevés. Spears nem promotálta albumát az egészségi állapota miatt.

## Listapozíciók
| Lista (2007)                             | Ellátó                             | Helyezés | Minősítés  | Eladás/Szállítások |
| ---------------------------------------- | ---------------------------------- | -------- | ---------- | ------------------ |
| Argentin albumslágerlista                | CAPIF                              | 1        | -          |                    |
| Ausztrál albumslágerlista                | ARIA                               | 3        | Platina    | 70 000+            |
| Brazil albumslágerlista                  | ABPD                               | 1        | Arany      | 70 000+            |
| Belga albumslágerlista                   | IFPI Belgium                       | 6        | Arany      | 25 000+            |
| Brit albumslágerlista                    | BPI/The Official UK Charts Company | 2        | Arany      | 272 000+           |
| Cseh albumslágerlista                    | IFPI Czech Republic                | 27       | -          |                    |
| Dán albumslágerlista                     | IFPI Denmark                       | 6        | -          |                    |
| Dél-Korea albumslágerlista               | MIAK                               | 3        | -          | 7 500+             |
| Európai Top 100 Album                    | Billboard                          | 1        | Arany      | 700 000+           |
| Finn albumslágerlista                    | IFPI Finland                       | 22       | -          |                    |
| Francia albumslágerlista                 | IFOP                               | 2        | Arany      | 75 000+            |
| Görög albumslágerlista                   | IFPI Greece                        | 4        | Arany      | 15 000+            |
| Holland albumslágerlista                 | MegaCharts                         | 14       | -          |                    |
| Izraeli albumslágerlista                 | MusicNeto                          | 1        | -          |                    |
| Ír albumslágerlista                      | IRMA                               | 1        | Platina    | 20 000+            |
| Japán Oricon albumslágerlista            | RIAJ                               | 4        | Arany      | 100 000+           |
| Japán Oricon nemzetközi albumslágerlista | RIAJ                               | 2        | Arany      | 100 000+           |
| Kanadai albumslágerlista                 | Nielsen SoundScan Charts           | 1        | Platina    | 120 000+           |
| Magyar albumslágerlista                  | MAHASZ                             | 24       | Arany      | 3 000+             |
| Mexikói albumslágerlista                 | AMPROFON                           | 18       | -          |                    |
| Mexikói nemzetközi albumslágerlista      | AMPROFON                           | 5        | -          |                    |
| Német albumslágerlista                   | IFPI Germany                       | 10       | -          | 50 000+            |
| Norvég albumslágerlista                  | IFPI Norway                        | 12       | -          |                    |
| Olasz albumslágerlista                   | FIMI                               | 6        | Ezüst      | 32 475+            |
| Orosz albumslágerlista                   | NFPF                               | 1        | 2x Platina | 40 000+            |
| Osztrák albumslágerlista                 | IFPI Austria                       | 6        | -          |                    |
| Portugál albumslágerlista                | AFP                                | 10       | -          |                    |
| Spanyol albumslágerlista                 | PROMUSICAE                         | 11       | Arany      | 40 000+            |
| Svájc albumslágerlista                   | IFOP                               | 4        | -          |                    |
| Svéd albumslágerlista                    | IFPI Sweden                        | 11       | -          |                    |
| Szaúd-arábiai albumslágerlista           | SAC                                | 1        | -          |                    |
| Török albumslágerlista                   | -                                  | -        | Platina    | 90 000+            |
| USA Billboard 200                        | Billboard                          | 2        | Arany      | 952 000+           |
| Új-zélandi albumslágerlista              | RIANZ                              | 8        | Arany      | 7 500+             |
| Venezuelai albumslágerlista              | -                                  | 7        | Arany      | 5 000+             |
| Nemzetközi egyesített slágerlista        | Media Traffic                      | 2        | Platina    | 2 316 025+         |

### iTunes Charts
- A Blackout 21 ország iTunes- (digitális letöltés) listáján szerepel.

| Ország      | Helyezés | Ország        | Helyezés |
| ----------- | -------- | ------------- | -------- |
| USA         | 1        | Norvégia      | 1        |
| UK          | 1        | Svédország    | 1        |
| Új-Zéland   | 1        | Írország      | 1        |
| Görögország | 1        | Franciaország | 1        |
| Németország | 1        | Dánia         | 1        |

| Ország      | Helyezés | Ország        | Helyezés |
| ----------- | -------- | ------------- | -------- |
| Belgium     | 1        | Ausztrália    | 1        |
| Hollandia   | 1        | Spanyolország | 1        |
| Ausztria    | 1        | Finnország    | 1        |
| Japán       | 1        | Luxemburg     | 1        |
| Olaszország | 1        | Svájc         | 1        |
| Kanada      | 1        | -             | -        |

## Meg nem jelentetett és regisztrált számok
A számok egy kis része a 2005-re tervezett The Original Doll albumra került volna, a többit a Blackout nagylemezre tervezték, de végül különböző okok miatt nem kerültek fel rá.
| - Boyfriend - Mother Love - One of a Kind - Kiss You All Over - Grow - State of Grace - Little Me - Sugarfull - Rockstar - Beautiful Night - Red Carpet - Gypsy Girl (Voodoo) | - Money, Love & Happiness - Take Off - Ouch - Like I’m Falling - Who Can She Trust? - Impossible - All the Way - Pull It - Baby Boy - It Feels Nice (Sin City) - Welcome to Me - Rebellion - L.O.V.E |

## Jelölések és eredmények
A "Blackout" album jelölései a 2007 és 2008 évben.

### 2007
| Díj átadó                      | Díj                |           |
| ------------------------------ | ------------------ | --------- |
| Billboard.com Awards           | Az év albuma       | Megnyerte |
| Virgin Media Music Awards 2007 | Legjobb női előadó | Jelölve   |
| Virgin Media Music Awards 2007 | Az év albuma       | Jelölve   |

### 2008
| Dij átadó                         | Díj                                                |           |
| --------------------------------- | -------------------------------------------------- | --------- |
| 2008 NRJ Music Awards             | Legjobb Nemzetközi album                           | Megnyerte |
| Apelzin Awards                    | Legjobb Pop Előadó                                 | Megnyerte |
| Hit Music Awards                  | Legjobb Nemzetközi Album                           | Megnyerte |
| Hit Music Awards                  | Legjobb Nemzetközi Női Előadó                      | Megnyerte |
| Hit Music Awards                  | Legjobb Dal (Gimme More)                           | Megnyerte |
| Alfa Music Awards Awards          | Legjobb Nemzetközi Album                           | Megnyerte |
| TRL Italy Awards                  | Legjobb #1 Dal (Gimme More)                        | Jelölve   |
| TRL Italy Awards                  | First Lady                                         | Jelölve   |
| Imperio Music Awards              | Legjobb Album (Blackout)                           | Megnyerte |
| Imperio Music Awards              | Legjobb Női Videóklip (Gimme More)                 | Megnyerte |
| Imperio Music Awards              | Legjobb Erotikus Videóklip (Gimme More)            | Megnyerte |
| Imperio Music Awards              | Az Év Visszatérője                                 | Megnyerte |
| Cannes International Music Awards | Az Év Legjobb Albuma – Blackout                    | Megnyerte |
| Yahoo!Music Awards                | Legjobb Női Előadó                                 | Megnyerte |
| Yahoo!Music Awards                | Legjobb Táncdal (Gimme More)                       | Megnyerte |
| Yahoo!Music Awards                | Az Év Legjobb Dala (Gimme More)                    | Jelölve   |
| Yahoo!Music Awards                | Az Év Legjobb Albuma – Blackout                    | Megnyerte |
| Yahoo!Music Awards                | Az Év Legjobb Dala (Piece Of Me)                   | Megnyerte |
| Teen Choice Awards                | Legjobb Női Előadó                                 | Jelölve   |
| Teen Choice Awards                | A Legfanatikusabb Rajongók                         | Jelölve   |
| TV.com Awards                     | Legutóbbi Teljesítmény Díj – How I Met Your Mother | Megnyerte |
| 2008 MTV Video Music Awards       | Legjobb Női Videóklip (Piece of Me)                | Megnyerte |
| 2008 MTV Video Music Awards       | Legjobb Pop Videóklip (Piece of Me)                | Megnyerte |
| 2008 MTV Video Music Awards       | Az Év Videója 2008 (Piece of Me)                   | Megnyerte |
| 2008 MTV Video Music Brasil       | Legjobb Nemzetközi Előadó                          | Jelölve   |
| MTV Europe Music Awards           | Az Év Albuma                                       | Megnyerte |
| MTV Europe Music Awards           | 2008 Legjobb Előadója                              | Megnyerte |
| MTV Europe Music Awards           | Minden Idők Legjobb Előadója                       | Jelölve   |

## Háttérmunkálatok

### Zenei produkció
- Vokál – Britney Spears
- Háttér vokálok – Jim Beanz, Robin "Robyn" Carlsson, Kara DioGuardi, Sean Garrett, Keri Hilson, Britney Spears, Windy Wagner, Pharrell Williams, Nicole Morier
- Billentyűzet – Avant, Bloodshy, Fredwreck
- Basszus – Klas Alund, Eric Coomes, Henrik Jonback
- Gitár – Eric Coomes, Fredwreck, Henrik Jonback

### Produkció
| - Exkluzív Producer: Britney Spears - Producerek: Nate Hills, Avant, Bloodshy, Sean Garrett, Kara DioGuardi, Freescha, Farid "Fredwreck" Nassar, The Clutch, The Neptunes - Vezérlés: Tom Coyne - Mérnökök: Jim Carauna - A&R exkluzív: Teresa LaBarbera Whites - A&R adminisztrátor: Nancy Roof - A&R koordinátor: Jenny Prince - Zomba produkciós koordinátor: Cara Hutchinson - Engedélyek: David Schmidt, Kobie "The Quarterback" Brown, Jeff Monachino, Damon "Ellis" Ellis | - Fotográfus: Ellen Von Unwerth - Art készítő és design: Jackie Murphy, Jeri Heiden, Glen Nakasako - Stylist: Patti Wilson - Sminkes: Francesca Tolot - Kellék stylist: Kirsten Vallow - Manikűrös: Lisa Jachno |

## Megjelenési dátumok
A Blackout nagylemez megjelenési dátumai 2007 októberében és novemberében:
- : Október 25.[50]
- : Október 26.[51]
- : Október 27.[52]
- : Október 29.[53]
- , , világszerte: Október 30.[54][55]
- : November 14.[56]

### Deluxe változat
- : 2008 október
- : 2008 október